# Тегиайо Алдобранди
Тегиàйо Алдобрàнди (на италиански: Tegghiaio Aldobrandi; ̈† 1262, Лука) е флорентински политик, благородник от семейство Адимари. Подобно на Гуидо Гуера той е храбър пълководец. Съветва флорентинците да не воюват със сиенците, но те не послушват и са разбити при река Арбия.

## Биография и образ
Син е на Алдобрандо дели Адимари. Подест е на Сан Джиминяно с императорски мандат и на на Арецо (1256 г.). Участва в битката при Монтаперти (4 септември 1260 г.) като гвелф. Дава съвет да не се атакува Сиена, но това не е взето под внимание и неговата фракция е победена. Въпреки че е обвинен в лихварство, древните хронисти го посочват като „рицар с велик дух... и с голямо чувство във военните дела“. Умира в изгнание в Лука през 1262 г.
Неговата слава се дължи преди всичко на споменаването му от Данте Алигиери в „Ад“. Неговата фигура вече е обявена сред великите, които биха могли да използват гения си, споменати от Данте в епизода с Чако („Ад“, Песен VI, ст. 77 – 84) и които поетът с ужас ще намери сред „най-черните“ души, наказани в Ад, за да подчертае как славата приживе не е достатъчна, за да спечели спасениеː
| „                          | „И аз на него [Чако]: «Искам още да ми обясниш неща и да ми направиш услугата да говориш още с мен. Фарината дели Уберти и Тегиайо, които бяха толкова достойни граждани, Якопо Рустикучи, Ариго, Моска и всички останали, които работеха с гения си, за да правят добро: кажи ми къде са, и ме запознай със съдбата им, тъй като имам голямо желание да узная дали раят ги подслажда или адът ги трови.“ | “ |
| „Ад“, Песен XVI, ст. 77-84 | |   |

В Песен XVI (ст. 40 – 42) Данте го поставя сред тримата флорентинци, които си представя, че среща в групата на содомитите (т.е. „насилници срещу природата“), по-точно в групата на военните и политиците заедно с Якопо Рустикучи и Гуидо Гуераː
| „ | Другият, който тъпче пред мен пясъка, е Тегиайо Алдобранди, чияйто глас на света трябва да бе най-желан. | “ |